# Groupe Omerin
Le Groupe Omerin est une entreprise française spécialisée dans la production de fils et câbles spéciaux hautes performances. Son siège et sa division principale sont situés à Ambert dans le Puy-de-Dôme. C'est le premier fabricant mondial de fils et câbles isolés en silicone et le premier tresseur européen de fil de verre. L'entreprise comporte 16 filiales ou unités de production : 11 en France et 5 autres en Tunisie, en Espagne et aux États-Unis.